# Ca N'Aguilera

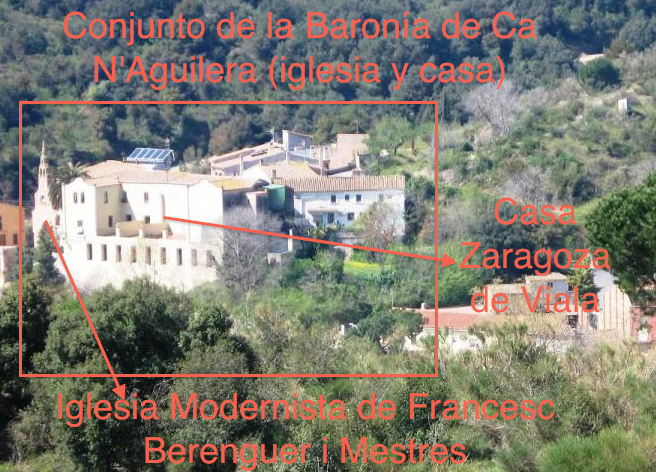
Vista área de Ca N'Aguilera

## Barrio y Casa Principal
Ca n'Aguilera es un pueblo del municipio de Piera, en la comarca de la Noya en Cataluña, que cuenta con 175 habitantes según un censo de población llevado a cabo en el año 2005. El barrio se formó alrededor de la "casa Aguilera" o "mas Aguilera". Sus tierras se extendían desde Piera hasta Castellolí y pasó sucesivamente y por herencias de los Aguilera de Odena a los Viala-Sescorts o Curtibus, Señores del Real Feudo y Castellanía del Castillo de Piera por privilegio de Jaime I), Barones de Almenar y Vizcondes del Castillo de San Jorge y por Fernando VII a los Zaragoza de Viala, últimos propietarios.  La casa es conocida, popularmente, como la Baronía de Ca N'Aguilera por el antiguo título asociado a la casa, la Baronía de Almenar. La casa principal es original del siglo XV. El conjunto arquitectónico está formado por la casa principal y la iglesia, que es de estilo modernista y es obra de Francesc Berenguer i Mestres, discípulo de Antonio Gaudí.

## Ermita de la Mercè de Ca N'Aguilera
El conjunto arquitectónico está formado por la casa principal y la iglesia, que es de estilo modernista y es obra de Francesc Berenguer i Mestres, discípulo de Antonio Gaudí. 
EL 12 de junio de 1712, Joseph de Aguilera de Centelles recibió licencia para "obrar capilla" al lado de la casa principal pero no fue hasta finales de 1910, cuando fue construida de nuevo, que la iglesia cogió su aspecto actual. Las mecenas de la remodelación modernista de la iglesia fueron la Baronesa Mercedes de Ayguavives y de León, hija de los Marqueses de las Atayuelas, la Guardia Real y Zambrano, y su hija Isabel de Viala y de Ayguavives casada con Matías Zaragoza de Viala. El 23 de enero de 1921 la Iglesia fue cedida al Obispado, siendo Obispo de Barcelona el presbítero Ramón Guillamet. 
Joan Vilanova y Cucurella ha publicado el libro "Camins per la memòria", que relata tradiciones, costumbres y parte de la historia de Ca N'Aguilera desde principios del siglo XX.
- Datos: Q5803891